# Ross Turnbull
Pour les articles homonymes, voir Turnbull.
Ross Turnbull, né le 4 janvier 1985 à Bishop Auckland, est un footballeur anglais qui évolue au poste de gardien de but.

## Biographie
Il signe avec Chelsea un engagement de quatre ans à partir de la saison 2009-2010.
Il représente l'Angleterre lors de la Coupe du monde de football des moins de 20 ans en 2003.

## Palmarès
- Vainqueur de la Ligue des champions en 2012
- Vainqueur de la Ligue Europa en 2013
- Champion d'Angleterre en 2010
- Vainqueur de la FA Cup en 2012
- Finaliste de la Coupe du monde des clubs en 2012